# Aimen Rizouk
Aimen Rizouk, (3 d'agost de 1979), és un jugador d'escacs algerià, que té el títol de Gran Mestre des de 2014. És germà bessó de Ryad Rizouk.
A la llista d'Elo de la FIDE del juliol de 2016, hi tenia un Elo de 2489 punts, cosa que en feia el jugador número 2 (en actiu) d'Algèria. El seu màxim Elo va ser de 2540 punts, a la llista del març de 2010 (posició 532 al rànquing mundial).

## Resultats destacats en competició
Rizouk fou campió d'Algèria el 1999.
El 2009 va participar en la Copa del món on fou eliminat a la primera ronda per Dmitri Iakovenko amb el resultat de ½ a 1½. També va participar en la Copa del Món de 2000 amb un resultat molt discret.
El maig de 2013 fou campió de l'Obert Ciutat de Mollet amb 7½ punts de8, els mateixos que Orelvis Pérez Mitjans però amb millor desempat. El 2015 fou tercer a l'Obert Ciutat de Mollet (el campió fou Romain Édouard).

### Participació en olimpíades d'escacs
Rizouk ha participat, representant Algèria, en dues Olimpíades d'escacs en els anys 1994 i 2008 (un cop com a 1r tauler), amb un resultat de (+12 =4 –6), per un 63,6% de la puntuació. El seu millor resultat el va fer a les Olimpíada del 2008 en puntuar 8½ de 11 (+7 =3 -1), amb el 77,3% de la puntuació.